# Château de Citeaux
Le château de Citeaux est l'un des trois châteaux situés  à Meursault (Côte-d'Or) en Bourgogne-Franche-Comté .

## Localisation
Le manoir est situé au centre du village.

## Historique
Légué à Robert de Molesme par Eudes Ier de Bourgogne en 1098, le domaine du Vieux clos reste de l‘apanage de l'abbaye de Citeaux qui y construit granges, caves et celliers jusqu'à sa vente comme bien national en 1792. En 1865, le nouveau propriétaire, Jules Bernard, fait bâtir le château actuel. Avec l'arrivée du phylloxéra, les vignes doivent être détruites[source insuffisante].

## Architecture
Au sein d'un parc arboré, le château est composé d'un corps central flanqué de deux pavillons. La toiture d'ardoises se compose de toits brisés à croupe et de toits en pavillon, Le corps de logis comprend un rez-de-chaussée et deux étages dont un étage de combles. Au sud, un vaste escalier à montées convergentes donne accès à la terrasse.

## Valorisation du patrimoine
Le château est devenu[Quand ?] un hôtel avec restaurant et spa[source insuffisante].